# Cyclaspis bidens
Cyclaspis bidens är en kräftdjursart som beskrevs av Gamo 1962. Cyclaspis bidens ingår i släktet Cyclaspis och familjen Bodotriidae. Inga underarter finns listade i Catalogue of Life.